# Менди, Бенжамен
Бенжаме́н Менди́ (фр. Benjamin Mendy, французское произношение: [bɛ̃.ʒa.mɛ̃ mɑ̃.di]; род. 17 июля 1994, Лонжюмо) — французский футболист сенегальского происхождения, левый защитник клуба «Цюрих». Чемпион мира 2018 года.
В 2017 году перешёл в «Манчестер Сити», став самым дорогим защитником в истории футбола на тот момент.

## Клубная карьера
Начинал заниматься футболом в команде «Палезо». В 2007 году перебрался в академию «Гавра», где отыграл ещё четыре года на молодёжном уровне, после чего в июле 2011 года подписал свой первый профессиональный контракт. 12 августа 2011 года в матче против «Амьена» он дебютировал за команду. В своем первом сезоне Бенджамин провёл 29 матчей и завоевал место в основном составе. На тот момент защитнику исполнилось 17 лет. В следующем сезоне практически не пропускал матчей Лиги 2, сыграв ещё 32 встречах (31 в стартовом составе). Также засветился на чемпионате Европы, являясь основным защитником сборной Франции до 19 лет.

### «Марсель»
Летом 2013 года Менди перешёл в «Марсель». Сумма трансфера составила 3,5 млн евро. Среди других претендентов на футболиста значились «Лион» и «Сент-Этьен». 11 августа в поединке против «Генгама» он дебютировал в Лиге 1. 24 сентября 2013 года в матче против «Сент-Этьена» Бенжамен забил свой первый гол за «Марсель». Несмотря на свой юный возраст, Бенжамен регулярно выходил в стартовом составе, а во второй половине сезона и вовсе стал ключевым игроком обороны «южан». Под руководством Марсело Бьелсы считался основным защитником «Марселя». Провёл 33 матча в рамках Лиги 1 и лишь однажды выходил на замену. Раздал шесть голевых передач и сумел помочь своей команде квалифицироваться в еврокубки.
Летом 2015 года защитника попытался приобрести «Милан», который предложил 28 миллионов евро за Имбюла и Бенжамена, однако руководство «провансальцев» ответило отказом. Следующий сезон Менди начал под руководством испанского специалиста Мичела. Он не потерял своих позиций в команде, а в сентябрьском поединке против «Бастии» забил гол и раздал две голевые передачи. 17 сентября 2015 года дебютировал в Лиге Европы в матче против «Гронингена» (0:3). Впоследствии провёл все шесть матчей группового этапа, отдал две результативные передачи и помог команде отобраться в плей-офф турнира. 6 января 2015 года продлил соглашение с «Олимпиком» до 2019 года.

### «Монако»
Летом 2016 года Менди перешёл в «Монако», подписав контракт на пять лет. Сумма трансфера составила 12 млн евро. 27 июля в отборочном матче Лиги чемпионов против турецкого «Фенерабахче» он дебютировал за новую команду. 12 августа в поединке против «Генгама» Бенжамен дебютировал за монегасков в чемпионате. В 2017 году он помог «Монако» впервые за 17 лет выиграть чемпионат.
За 25 матчей в чемпионате Франции Менди отдал 5 результативных передач, заработал 6 жёлтых карточек и получил одну красную. Причем красная карточка за фол на Корантене Толиссо завершилась для него дисквалификацией на четыре матча.

### «Манчестер Сити»
24 июля 2017 года Менди подписал пятилетний контракт с английским «Манчестер Сити», став самым дорогим защитником в истории футбола (57,7 млн евро). Этим летом «Манчестер Сити» потратил на новых футболистов более 225 миллионов евро. 26 августа в матче против «Борнмута» он дебютировал в английской Премьер-лиге. Сыграв лишь 5 матчей за «Сити», в игре с «Кристал Пэлас» порвал крестообразные связки колена и пропустил полгода из-за травмы. В своём дебютном сезоне он стал чемпионом Англии.
После предъявления защитнику обвинений в нескольких эпизодах сексуального насилия «Манчестер Сити» отстранил его — Менди не выходил на поле с августа 2021 года. 

### «Лорьян»
В июле 2023 года с Менди были сняты все обвинения. И он присоединился к «Лорьяну» на правах свободного агента после истечения контракта с «Манчестер Сити». Соглашение с французским клубом рассчитано на 2 года.

## Международная карьера
В 2011 году в составе юношеской сборной Франции Бенжамен принял участие в юношеском чемпионате мира в Мексике. На турнире он сыграл в матчах против команд Аргентины, Ямайки и Мексики. Летом 2013 года Менди в составе юношеской сборной Франции завоевал на юношеском чемпионате Европы серебряные медали. На турнире он принял участие в поединках против Турции и Грузии.
25 марта 2017 года в отборочном матче чемпионата мира 2018 против сборной Люксембурга Менди дебютировал за сборную Франции. В 2018 году Менди выиграл чемпионат мира в России. На турнире он сыграл в матче против команды Дании.

## Уголовное преследование
В августе 2021 Менди предъявили обвинения в сексуальном насилии над несколькими женщинами. Футболиста обвинили в восьми пунктах с изнасилованиями, одном пункте с сексуальным насилием и в попытке изнасилования в отношении семи женщин. Все указанные эпизоды произошли в период с октября 2020 года по август 2021 года, все заявительницы на тот момент были в возрасте старше 16 лет.
«Манчестер Сити» подтвердил информацию об обвинениях Менди в изнасиловании и сексуальном домогательстве и отстранил игрока от тренировок и работы с командой до тех пор, пока не завершится расследование. Сам Менди отрицает свою вину по всем пунктам, кроме одного.
Сразу после предъявления обвинений Менди был заключён под стражу, однако в январе 2022 года футболист был освобождён под залог.
22 сентября 2022 года Менди признали невиновным в одном из случаев изнасилования. 14 января 2023 с игрока были сняты 8 пунктов обвинения из 10. 14 июля 2023 года с Менди были сняты последние обвинения.

## Статистика

### Матчи за сборную
| № | Дата            | Оппонент   | Счёт | Голы | Соревнование              |
| - | --------------- | ---------- | ---- | ---- | ------------------------- |
| 1 | 25 марта 2017   | Люксембург | 3:1  | —    | Отборочные матчи ЧМ-2018  |
| 2 | 2 июня 2017     | Парагвай   | 5:0  | —    | Товарищеский матч         |
| 3 | 9 июня 2017     | Швеция     | 1:2  | —    | Отборочные матчи ЧМ-2018  |
| 4 | 13 июня 2017    | Англия     | 3:2  | —    | Товарищеский матч         |
| 5 | 28 мая 2018     | Ирландия   | 2:0  | —    | Товарищеский матч         |
| 6 | 1 июня 2018     | Италия     | 3:1  | —    | Товарищеский матч         |
| 7 | 9 июня 2018     | США        | 1:1  | —    | Товарищеский матч         |
| 8 | 26 июня 2018    | Дания      | 0:0  | —    | Финальные матчи ЧМ-2018   |
| 9 | 9 сентября 2018 | Нидерланды | 2:1  | —    | Лига наций УЕФА 2018/2019 |

Итого: сыграно матчей: 9 / забито голов: 0; победы: 6, ничьи: 2, поражения: 1.

## Достижения
«Монако»
- Чемпион Франции: 2016/17

«Манчестер Сити»
- Чемпион Англии (3): 2017/18, 2018/19, 2020/21
- Обладатель Кубка Футбольной лиги (2): 2019/20, 2020/21
- Обладатель Суперкубка Англии: 2018
- Финалист Лиги чемпионов УЕФА: 2020/21

Сборная Франции (до 19)
- Чемпион Европы (юноши до 19 лет): 2013

Сборная Франции
- Чемпион мира: 2018

Личные
- Кавалер ордена Почётного легиона: 2018[32]